# Espacio aéreo
El espacio aéreo es una porción de la atmósfera terrestre, tanto sobre tierra como sobre agua, regulada por un Estado (país) en particular. Los acuerdos internacionales reconocen la soberanía estatal sobre el espacio aéreo, pero no la extienden al espacio exterior.

## Clases
Existen tres tipos de espacio aéreo: controlado, no controlado y espacio aéreo de uso especial. El tipo de espacio aéreo es definido dependiendo del movimiento de aeronaves, el propósito de las operaciones que aquí se conducen, y el nivel de seguridad requerido.
El espacio aéreo está clasificado por la OACI en 7 partes, definidos con una letra de la A a la G. Clase A representa el nivel más alto de control, mientras que las clases F y G son espacio aéreo no controlado. No todos los países tienen todas las clasificaciones de los espacios aéreos, se seleccionan los que más estén acorde a las necesidades que este requiera.
El espacio aéreo controlado es un espacio aéreo con dimensiones definidas en el cual hay un servicio de control de tráfico aéreo para vuelos IFR (Instrumental Flight Rules) y para vuelos VFR (Visual Flight Rules) según la clasificación de este.
El espacio aéreo controlado es también un espacio aéreo en donde todos los pilotos están sujetos a ciertos requisitos, reglas de operación y requerimientos para sus aeronaves.
- Para vuelos operados bajo las reglas de vuelo por instrumentos -IFR por sus siglas en inglés de Instrument Flight Rules[2]- en cualquier tipo de espacio aéreo, el piloto debe llenar un plan de vuelo IFR y recibir su correspondiente autorización del servicio de Control de Tránsito Aéreo -ATC por sus siglas en inglés-. Se dará separación por parte del ATC a todas las aeronaves que operen bajo reglas IFR en espacio aéreo controlado.
- Para vuelos operados dentro de las reglas de vuelo visual -VFR por sus siglas en inglés- el piloto debe llenar un plan de vuelo VFR y recibir su correspondiente autorización por parte del ATC y además cumplir con todos los requisitos de comunicaciones (aire-aire, aire tierra y tierra-aire) antes de ingresar a un espacio aéreo clase B, C o D.
- Se darán alertas de tráfico a todas las aeronaves cuando la cantidad del trabajo del controlador así lo permita.
- Alertas de seguridad son servicios obligatorios que dará el control de tráfico aéreo a todas las aeronaves. Hay 2 tipos; Alertas de Terreno/Obstrucciones y Alertas de conflictos de aeronaves.

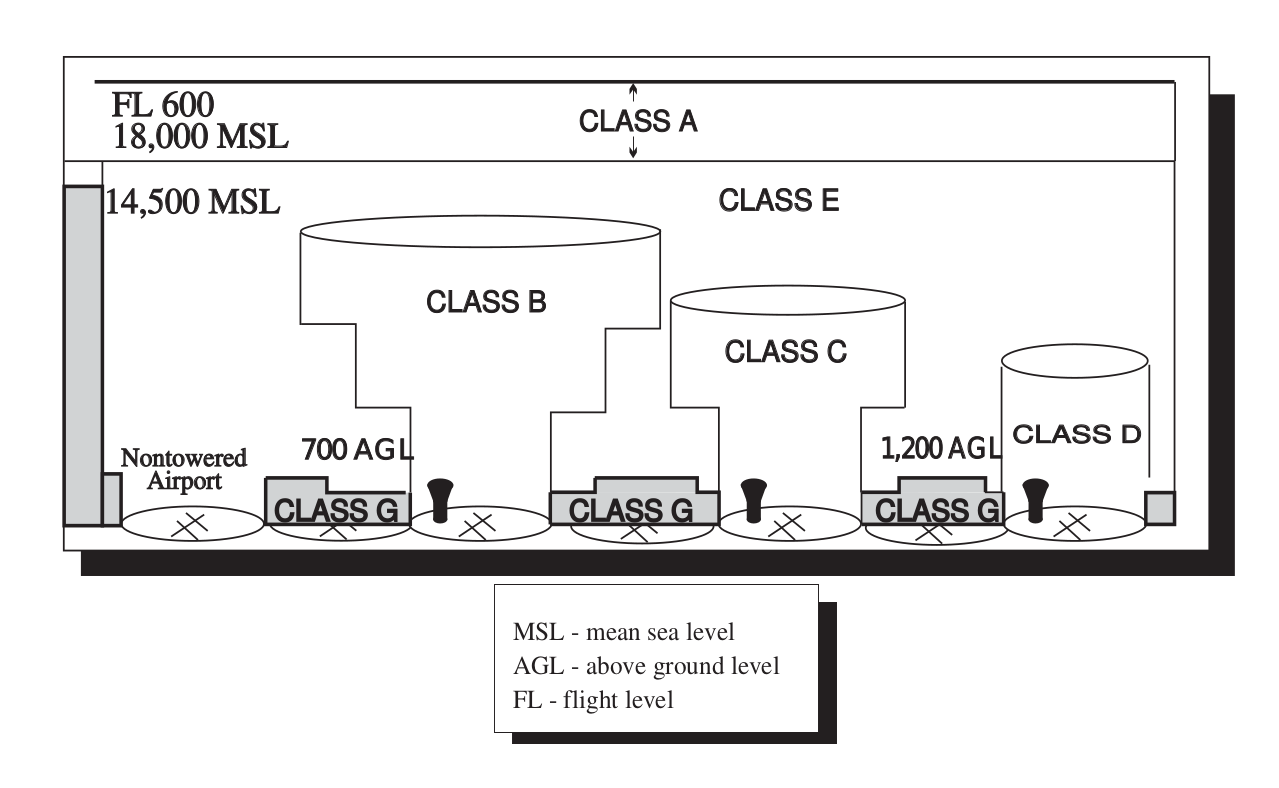
Designaciones del espacio aéreo

## Extensión del espacio aéreo
Con base en la legislación internacional, la noción de espacio aéreo soberano corresponde con la definición marítima de las aguas territoriales, que serían 12 millas náuticas (22,2 km) hacia el exterior de la línea de costa. El espacio aéreo que queda fuera de esta línea se considera espacio aéreo internacional, análogamente a la declaración de aguas internacionales en la ley marítima. De todas formas un país puede, mediante acuerdos internacionales, asumir la responsabilidad de controlar regiones del espacio aéreo internacional. Con base a esto, por ejemplo, Portugal mantiene el control del tráfico aéreo sobre gran parte del Atlántico, o Estados Unidos, sobre la mayor parte del océano Pacífico, incluso tratándose de aguas internacionales.
El límite superior del espacio aéreo no se distingue claramente, ni la Conferencia de París en 1919 ni la Convención de Chicago de 1949 lo definieron. No existe un acuerdo internacional sobre la extensión vertical de la soberanía del espacio aéreo (el límite entre el espacio exterior —sin jurisdicción nacional— y el espacio aéreo nacional), aunque se sugiere rangos que van de los 30 kilómetros —el techo de altitud de los aviones y globos más altos— (el récord de mayor altitud de un avión lo tiene un Mikoyan-Gurevich MiG-25 con 37,6 km), hasta aproximadamente 160 km —la extensión más baja de órbitas estables a corto plazo—. Una definición típica de este límite superior es que no puedan superarlo las aeronaves, lo que conduce a una altitud de al menos 21 kilómetros. La Federación Aeronáutica Internacional ha establecido la Línea de Kármán, a una altitud de 100 km, como el límite entre la atmósfera y el espacio exterior, mientras que Estados Unidos considera que cualquier persona que vuele por encima de los 80 km se puede considerar astronauta. Se tiene constancia de que los transbordadores espaciales estadounidenses han volado en su descenso sobre el espacio aéreo de Canadá y otros países a una altura menor de 80 km sin pedir ningún tipo de permiso previo. Sin embargo, tanto la línea de Kármán como la definición de los Estados Unidos son simplemente puntos de referencia, sin ninguna autoridad legal real sobre la soberanía nacional aérea. 
El límite entre el espacio aéreo público y los derechos aéreos privados está definido por la legislación nacional o local.

## Espacio aéreo controlado

### Espacio aéreo clase A
Solo se permiten vuelos IFR. Todos los vuelos están sujetos al servicio de control de tránsito aéreo y se proporciona separación entre las aeronaves y a más de 18,000 pies de altitud.

### Espacio aéreo clase B
Se permiten vuelos IFR, VFR. Todos los vuelos están sujetos al servicio de control de tránsito aéreo y se proporciona separación a todas las aeronaves.

### Espacio aéreo clase C
Se permiten vuelos IFR, VFR y VFRN. Todos los vuelos están sujetos al servicio de control de tránsito aéreo. Se proporciona separación a vuelos IFR (de IFR, VFR y VFRN), a vuelos VFR (de IFR) y a vuelos VFRN (de IFR y VFRN). Se proporciona información de tránsito a vuelos VFR respecto de otros vuelos VFR.

### Espacio aéreo clase D
Se permiten vuelos IFR, VFR y VFRN. Todos los vuelos están sujetos al servicio de control de tránsito aéreo. Se proporciona separación a vuelos IFR (de IFR y VFRN) y a vuelos VFRN (de IFR y VFRN). Se proporciona información de tránsito a vuelos IFR (de VFR) y a vuelos VFR (de IFR, VFR y VFRN).
Según la F.A.A. va desde la superficie hasta 2500 ft.

### Espacio aéreo clase E
Se permiten vuelos IFR, VFR y VFRN. Los vuelos IFR y VFRN están sujetos al servicio de control de tránsito aéreo. Se proporciona separación a vuelos IFR (de IFR y VFRN) y a vuelos VFRN (de IFR y VFRN). Se proporciona información de tránsito a vuelos IFR (de VFR, en la medida de lo posible) y a vuelos VFR (de IFR, en la medida de lo posible).

## Espacio aéreo no controlado

### Espacio aéreo clase F
Se permiten vuelos IFR, VFR y VFRN. Los vuelos IFR reciben asesoramiento de tránsito aéreo. Los vuelos VFR y VFRN reciben servicio de información de vuelo si lo solicitan.

### Espacio aéreo clase G
Se permiten vuelos IFR, VFR. Todos los vuelos reciben servicio de información de vuelo si lo solicitan.